# Kanakapur .B.C., Sandur
Kanakapur.B.C. là một làng thuộc tehsil Sandur, huyện Bellary, bang Karnataka, Ấn Độ.